# پروردگار (رب العالمین)
پروردگار (Parvardegār-Parwardigār)، پرورنده. پرورش دهنده. مربی.

## ربّ الارباب
ارباب جمع «ربّ» به معنی پروردگار. ربّ الارباب: رب العالمین - خدای تعالی‏

## شناخت پروردگار خود به ربوبیّت
به شواهد شرع و بصائر عقل محقّق، مبیّن شده‌است که مقصود همه شرایع رسانیدن خلق است به جوار باری تعالی و به سعادت لقای آن حضرت و ارتقاء از حضیض نقص به ذروه کمال و از هبوط اجساد دنیّه به شرف ارواح علیّه. 
و این میسّر نمی‌گردد مگر به معرفت اللّه و معرفت صفات او و اعتقاد به ملائکه و رسل و کتب و یوم آخر، زیرا که قوام ممکن به واجب است و قوام عبد به رب‏. 
پس مادام که عبد نفس خود را به عبودیّت نشناسد نه خود را شناخته‌است و نه پروردگار خود را. و همچنین تا پروردگار خود را به ربوبیّت نشناسد نه پروردگار خود را شناخته‌است و نه خود را. 
زیرا که همچنان که عبودیّت مقوّم اوست الهیّت و ربوبیّت عین ذات باری تعالی است، به این معنی که ذات بذاته بدون انضمام معنی دیگر اله و ربّ عالم است. و از این جهت است که می‌فرماید: وَ ما خَلَقْتُ الْجِنَّ وَ الْإِنْسَ إِلَّا لِیَعْبُدُونِ‏ (ذاریات، ۵۶).

## خدای تعالی
پاک است خدای تعالی رَبِ الْعالَمِینَ پروردگار عالمیان.

## پروردگار جهانیان
«إِنِّی أَنَا اللَّهُ رَبُ الْعالَمِینَ‏» منم خدا که پروردگار جهانیانم (قصص: ۳۰)
«إِنِّی أَنَا رَبُّکَ» به درستی که منم پروردگار تو
رَبِ الْعالَمِینَ‏، آفریدگار و پروردگار همه جهانیان است و همه چیزی بر الوهیّت و ربوبیّت و وحدانیّت و قدرت او نشان است.